# Воробьёв, Максим Никифорович
Макси́м Ники́форович Воробьёв (6 [17] августа 1787, Псков — 30 августа [11 сентября] 1855, Санкт-Петербург) — русский живописец и рисовальщик, последователь романтического академизма, один из наиболее известных пейзажистов александровской и николаевской эпох, педагог. Академик (с 1814) и профессор (с 1823; заслуженный профессор с 1843) Императорской Академии художеств, наставник многочисленной группы учеников, известной под его именем — воробьёвской школы.

## Биография
Сын обер-офицера, который служил вахтёром в академии, в десятилетнем возрасте поступил воспитанником в академию (1797), и показал большие успехи в рисовании, перспективе, архитектуре (профессор Тома де Томон) и пейзажной живописи; наставниками его в последнем были Ф. Я. Алексеев и, вероятно, пейзажист М. М. Иванов. Род живописи, избранный молодым художником или, вернее, назначенный ему академическим начальством, был архитектурно-пейзажный. Он хорошо рисовал и группировал человеческие фигуры, оживлявшие его картины.
В 1809 году Ф. Я. Алексеев, пейзажист декорационного направления, участник экспедиции для изучения исторических местностей Средней России, получил в помощники, для писания видов городов, молодого Воробьёва. Для оживления этих видов человеческими фигурами Алексеев решил изобразить эпизоды посещения городов государем. Эта официальная задача была выполнена им и Воробьёвым с успехом.

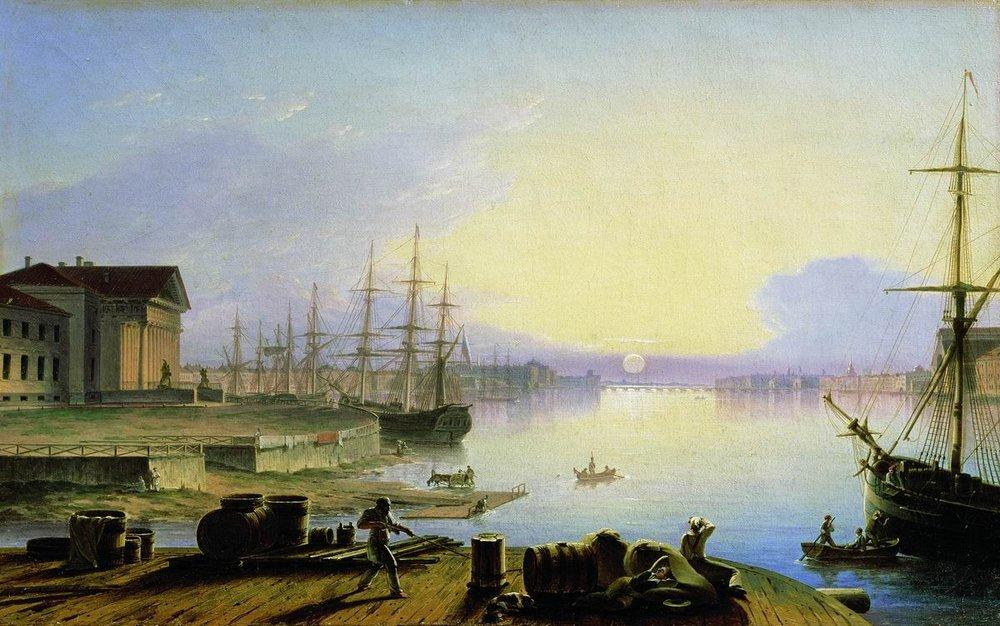
Восход солнца над Невой, 1830

В 1813—1814 годах Воробьёв присутствовал при главной квартире в Германии и Франции, а в 1820 году совершил по поручению правительства путешествие в Палестину, где он вычертил, вымерил и зарисовал все главнейшие места, чтимые христианами. Трудность этого предприятия заключалась в том, что все измерения и рисунки надо было делать тайком от надзора местных мусульманских властей. Кроме храмов, Воробьёв нарисовал несколько пейзажных видов Иерусалима и Мёртвого моря, а по пути в Палестину — виды Константинополя, острова Родоса, Смирны, Яффы и др. Все эти материалы для будущих картин заключались в 90 листах акварельных рисунков, частью эскизных, частью весьма оконченных. Путешествие Воробьёва к Святым Местам было устроено Николаем Павловичем, тогда ещё великим князем, который желал привести в надлежащий вид храм Воскресения Христова, в Новом Иерусалиме, в окрестностях Москвы.
С 1823 года Воробьев — профессор пейзажного класса Императорской Академии художеств в Санкт-Петербурге. По возвращении в Петербург Воробьёв написал «Преддверие храма Воскресения в Иерусалиме» (1823) и в том же году — «Нева со стороны Троицкого моста при лунном освещении». Позднее — «Внутренность придела Голгофы в храме Воскресения» (фигуры выражают момент призыва к причащению). В 1827 году написал: «Восход солнца над Невой», «Мёртвое море», «Вечер у Абу-Гоша арабского шейха» (почти жанровая картинка), «Вид Смирны». Во время турецкой войны в 1828 году Воробьёв состоял при свите Николая I для рисования и писания этюдов по его указаниям. Плодом этого времени были, между прочим: «Вид осады Варны», «Взрыв Варны», «Вид Одессы», «Корабль во время бури, на котором находился государь». Глубоко сохранившиеся воспоминания об Иерусалиме были вызваны к жизни через 16 лет после палестинского путешествия («Общий вид Иерусалима», а также «Вид Константинополя с азиатского берега»).
С 1840 года начинается печальный период жизни Воробьёва; потеряв нежно любимую жену, он стал перерождаться морально в худшую сторону, впал в излишества, развившие в нём болезнь, от которой он скончался в 1855 году; в тот же период понизилась и художественная его деятельность. Последние годы своей жизни он занимался преимущественно итальянскими видами, по этюдам, сделанным им в окрестностях Рима и Палермо, во время путешествия 1844—1846 годов.
Был погребён на Смоленском православном кладбище, рядом с женой. В 1936 году останки Воробьёвых и надгробие были перенесены в Александро-Невскую лавру на Тихвинское кладбище — Некрополь мастеров искусств.

## Значение творчества

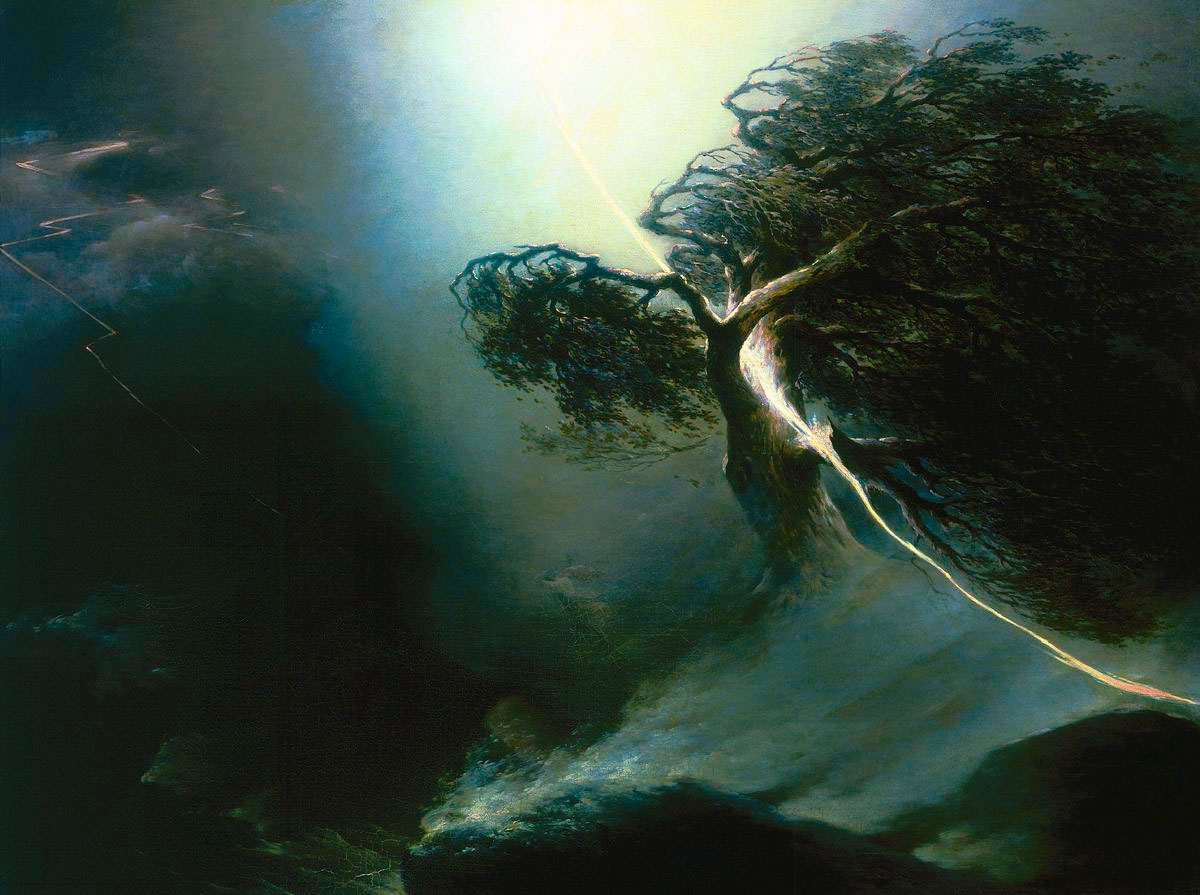
Дуб, раздроблённый молнией. Аллегория на смерть жены художника. 1842

Современники ставили Воробьёва очень высоко. Н. В. Кукольник, издатель «Журнала изящных искусств», отзывался о «Виде Константинополя», действительно одной из лучших картин Воробьёва, так: «это не картина, а ода из воды, земли и воздуха». К лучшим же картинам рода открытого пейзажа с далёким горизонтом принадлежат «Мёртвое море» и некоторые виды Невы. «Ночной вид Невы», о котором было упомянуто выше, по стилю напоминает французского художника Жозефа Верне. Впрочем, изображение воды в движении, в особенности большие волны, слабо удавались нашему художнику, которого главная сила заключалась в линейной и воздушной перспективе и в разумном понимании отношения между силами красок. Если в числе произведений Воробьёва было немного чисто художественных, то это следует приписать не недостатку таланта в нём, а тому обстоятельству, что много лет он, относительно выбора сюжетов и отчасти способов их обработки, был в зависимости от посторонних указаний. Таковы, например, его картины, относящиеся к русско-турецкой войне 1828 года, большая часть его перспективных картин святынь Иерусалима, изображения парадов, торжественных въездов и т. п. работы, в которых безусловная верность с действительностью была господствующим требованием. 

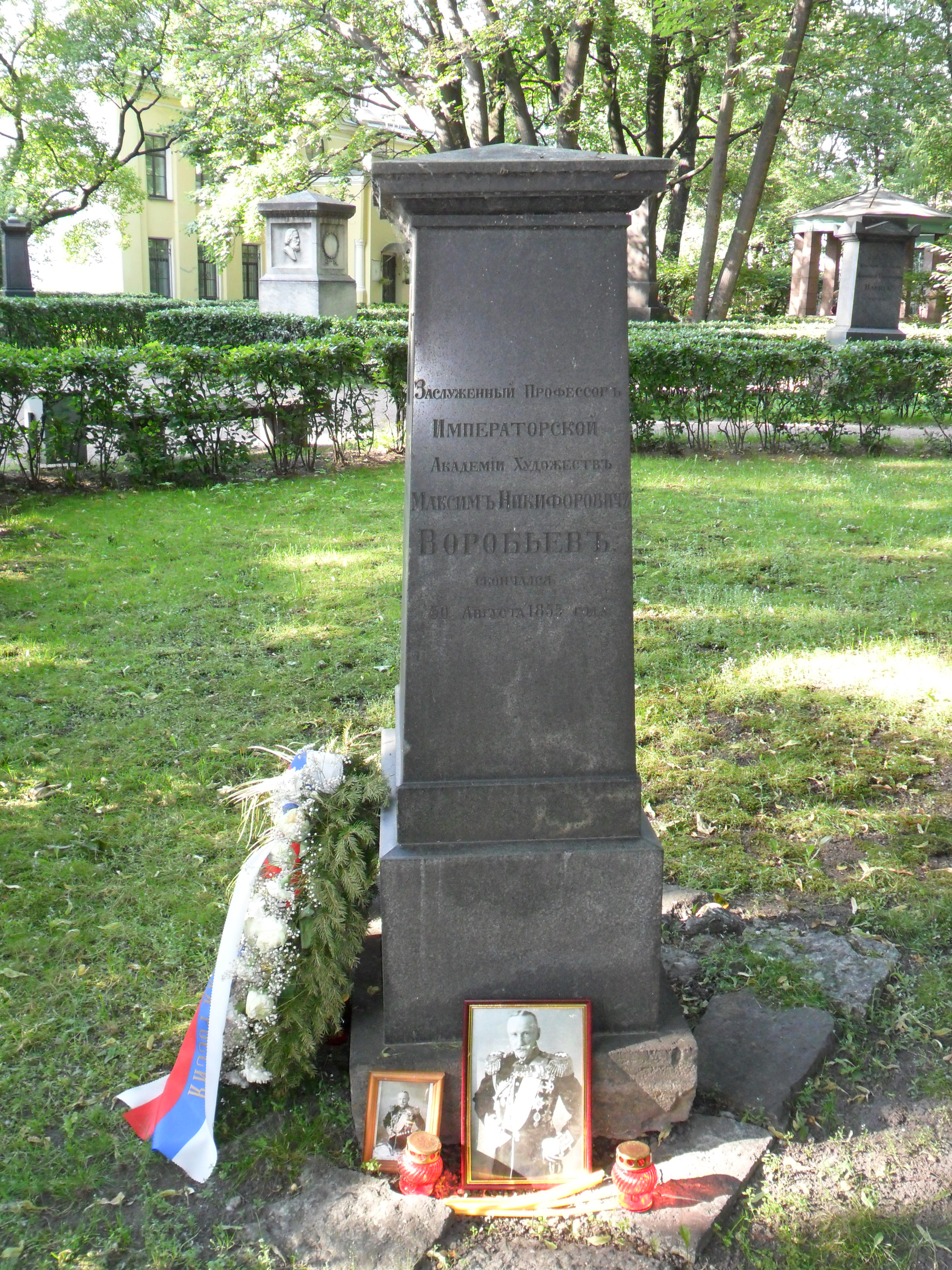
Могила М. Воробьёва на Некрополе мастеров искусств Александро-Невской лавры

Большая часть деятельности Воробьёва была служебно-художественная, и только в редких случаях он беспрепятственно отдавался художественному настроению, причём он передавал не только общие впечатления от широких пространств, но занимался и мирной жизнью природы, как это видно в некоторых видах Парголова. Самая оригинальная его художественная попытка, впрочем, более смелая, чем успешная, это — «Гроза» (удар молнии в дерево), с человеческой фигурой, скрывающейся от страшного явления, оптическая задача, почти невозможная для живописи. Техника картин Воробьёва полна знания, обдумана и закончена, но при всем том свободна.
Артистическая натура Воробьёва выказалась ещё в его занятиях музыкой: он прекрасно владел скрипкой.
Материально Воробьёв был поддерживаем заказами императора и других высочайших особ, пожизненной пенсией за успешное выполнение палестинского поручения; кроме того, он писал картины для графа А. X. Бенкендорфа, князя М. С. Воронцова, причём он нередко делал по их желанию повторения некоторых лучших своих картин. Однако под конец многие из его произведений не были никем приобретаемы, так что у художника составился целый музей его картин, которые разошлись по рукам лишь после его смерти, будучи разыграны в лотерею, не имевшую большого успеха.
Главные картины Воробьёва находились во дворцах, в имении Фалль графа Бенкендорфа и в немногих частных собраниях. В Эрмитаже находится «Придел Голгофы». В настоящее время они не могут служить руководством и образцом, но в своё время Воробьёв научил многому и многих не только пейзажистов, но даже жанристов и архитекторов. Он, как никто другой, не мог создать талантов, так что в длинном списке его учеников встречается больше тружеников (например, братья Г. Г. и Н. Г. Чернецовы), чем талантов; тем не менее в числе последних есть такие имена, как безвременно умерший М. Лебедев, Л. Лагорио и М. К. Клодт; А. П. Боголюбов, И. И. Шишкин вначале были учениками Воробьёва, также как и А. Г. Горавский и А. В. Гине.

## Семья
- Жена — Воробьёва, Клеопатра Логиновна (1796—1840).
- Сын — Воробьёв, Сократ Максимович (1817—1888) — русский живописец-пейзажист и гравер, академик, профессор. Продолжал дело отца — преподавал в Императорской Академии художеств, где руководил классом пейзажной живописи.

## Галерея

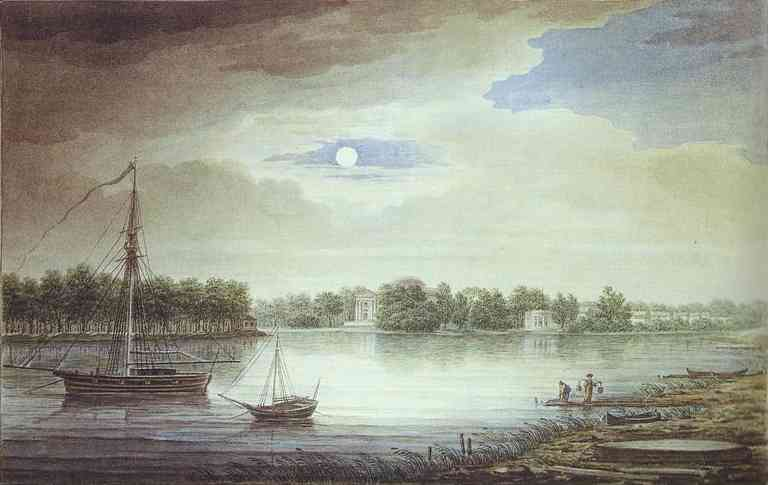
Елагин остров белой ночью
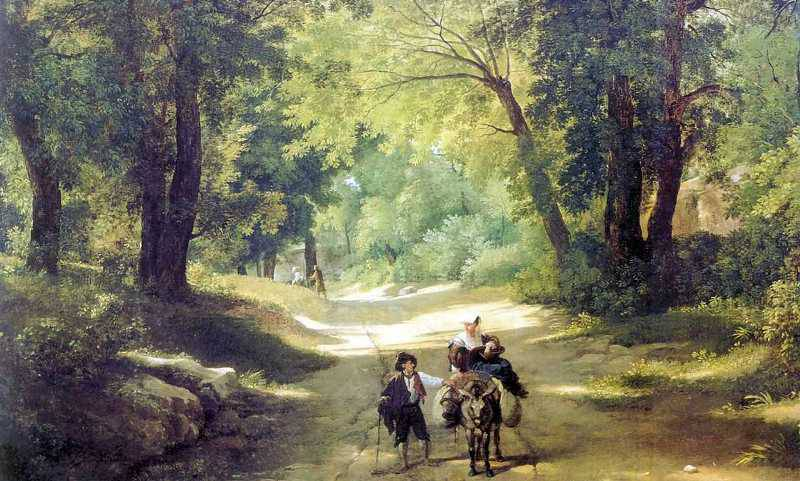
Аллея в Альбано
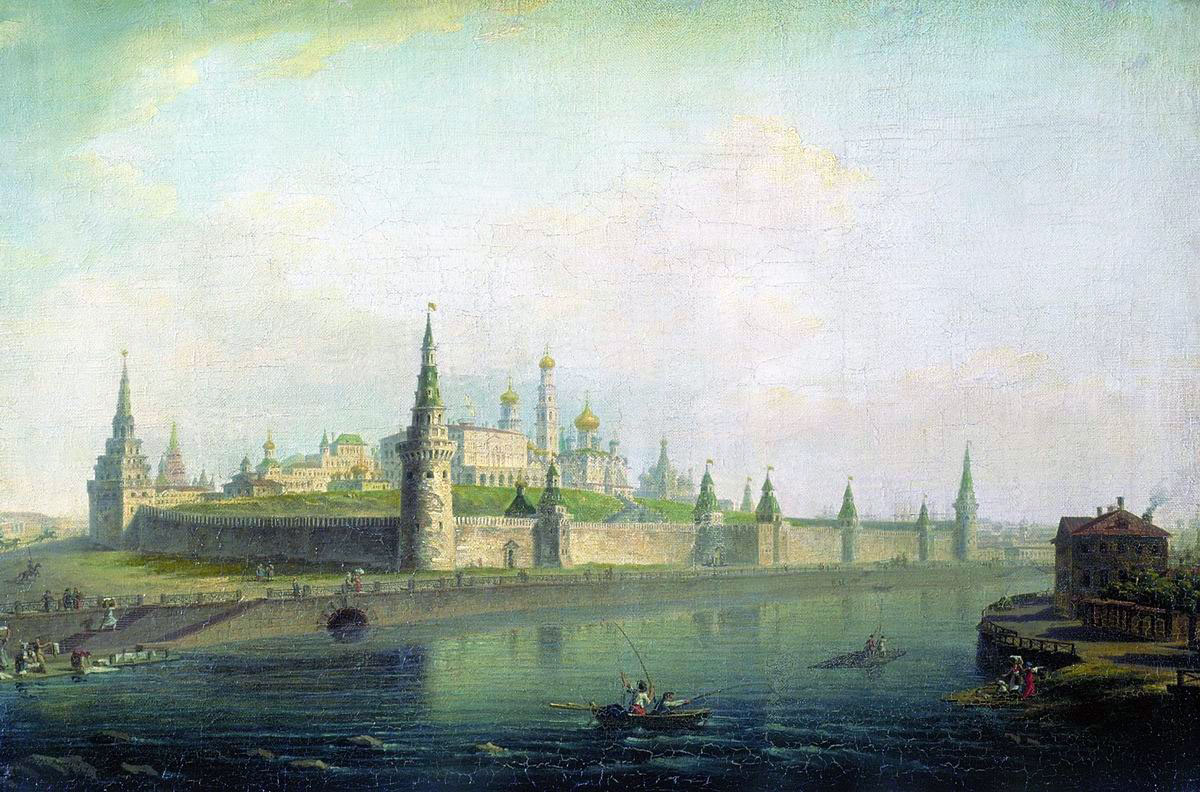
Вид Московского Кремля (со стороны Каменного моста), 1819
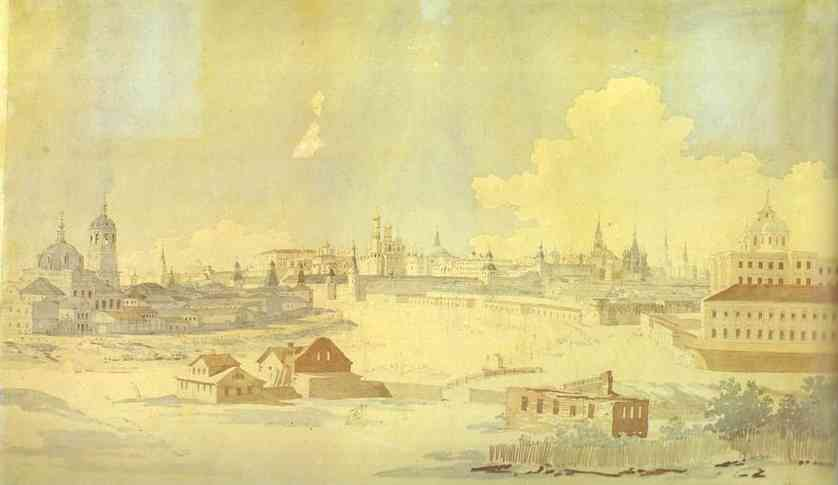
Вид на Кремль от устья Яузы
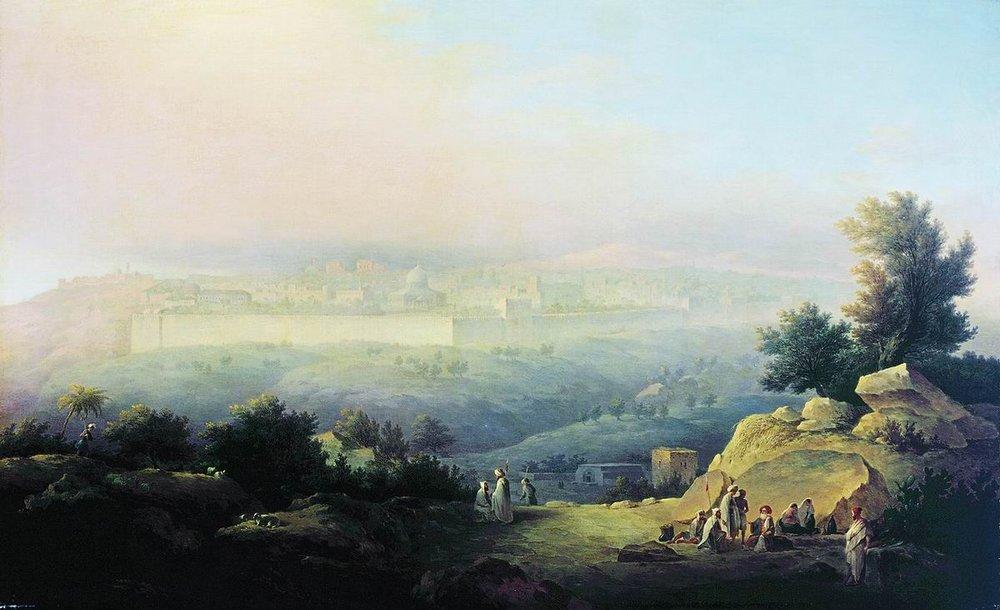
Вид на Иерусалим (1821)
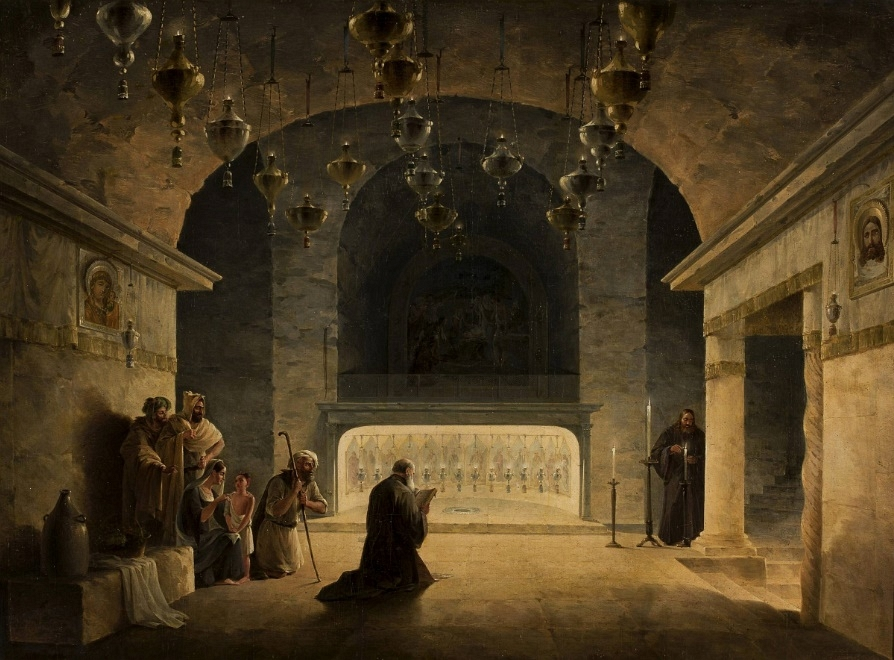
Пещера Рождества Христова в Вифлееме
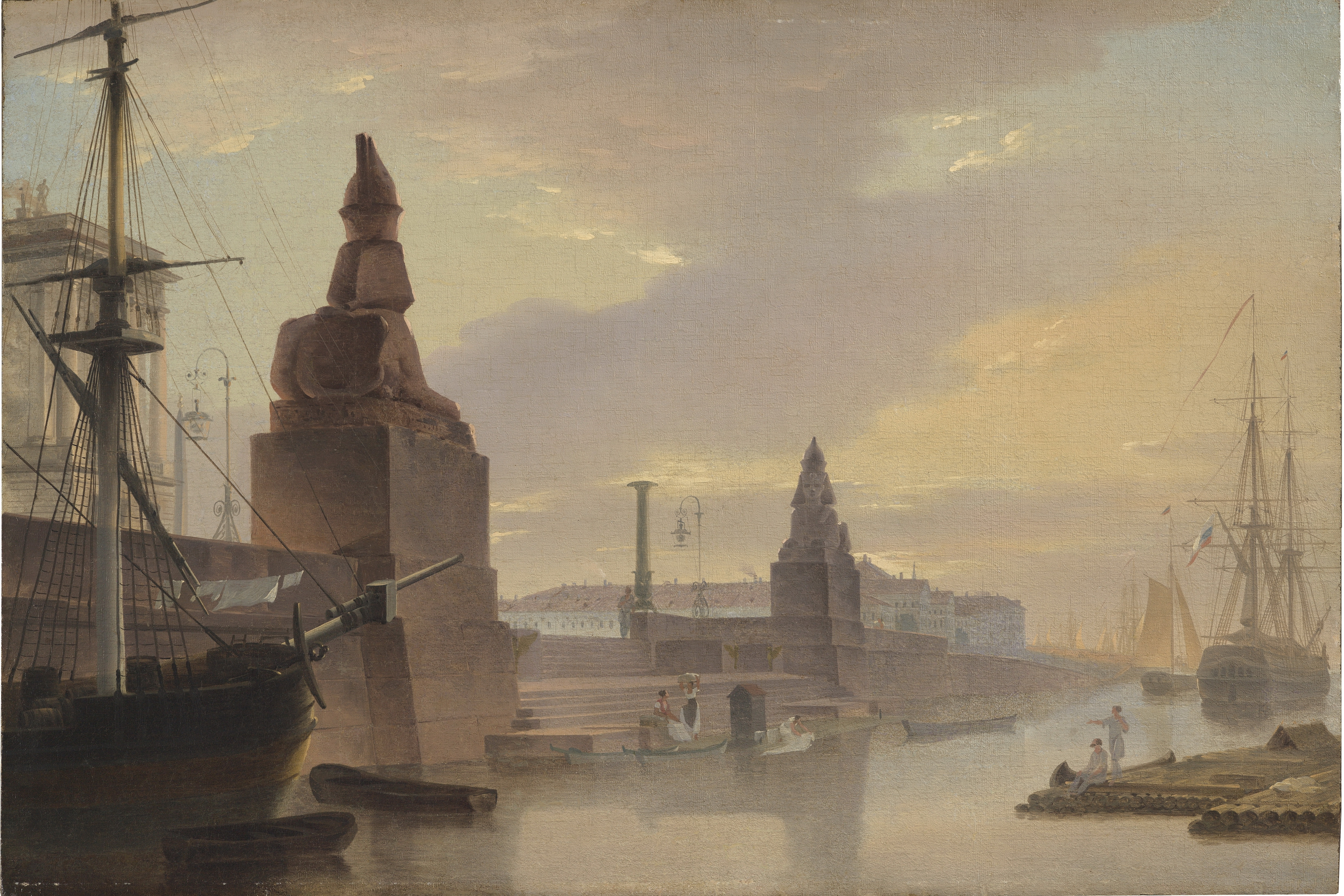
Набережная Невы у Академии художеств (1835).
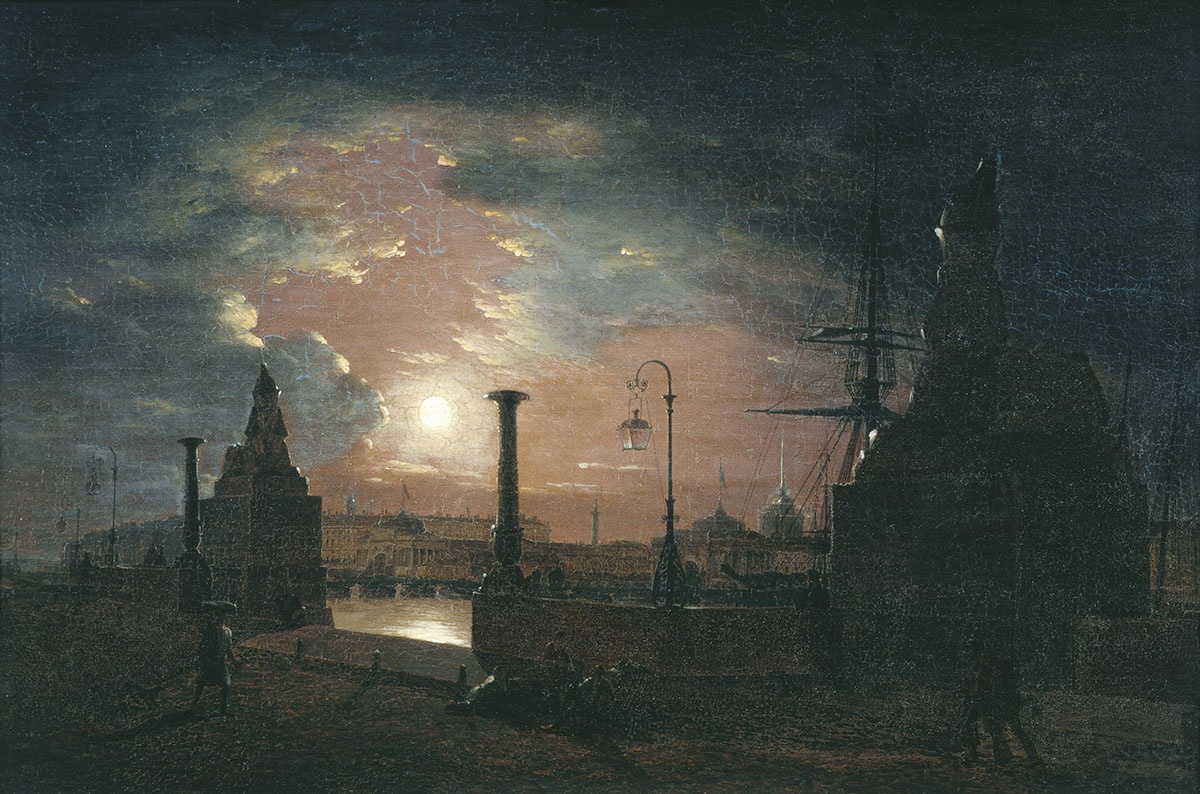
Осенняя ночь в Петербурге. Пристань с египетскими сфинксами на Неве ночью.